# Max Jaffé (Mediziner, 1859)

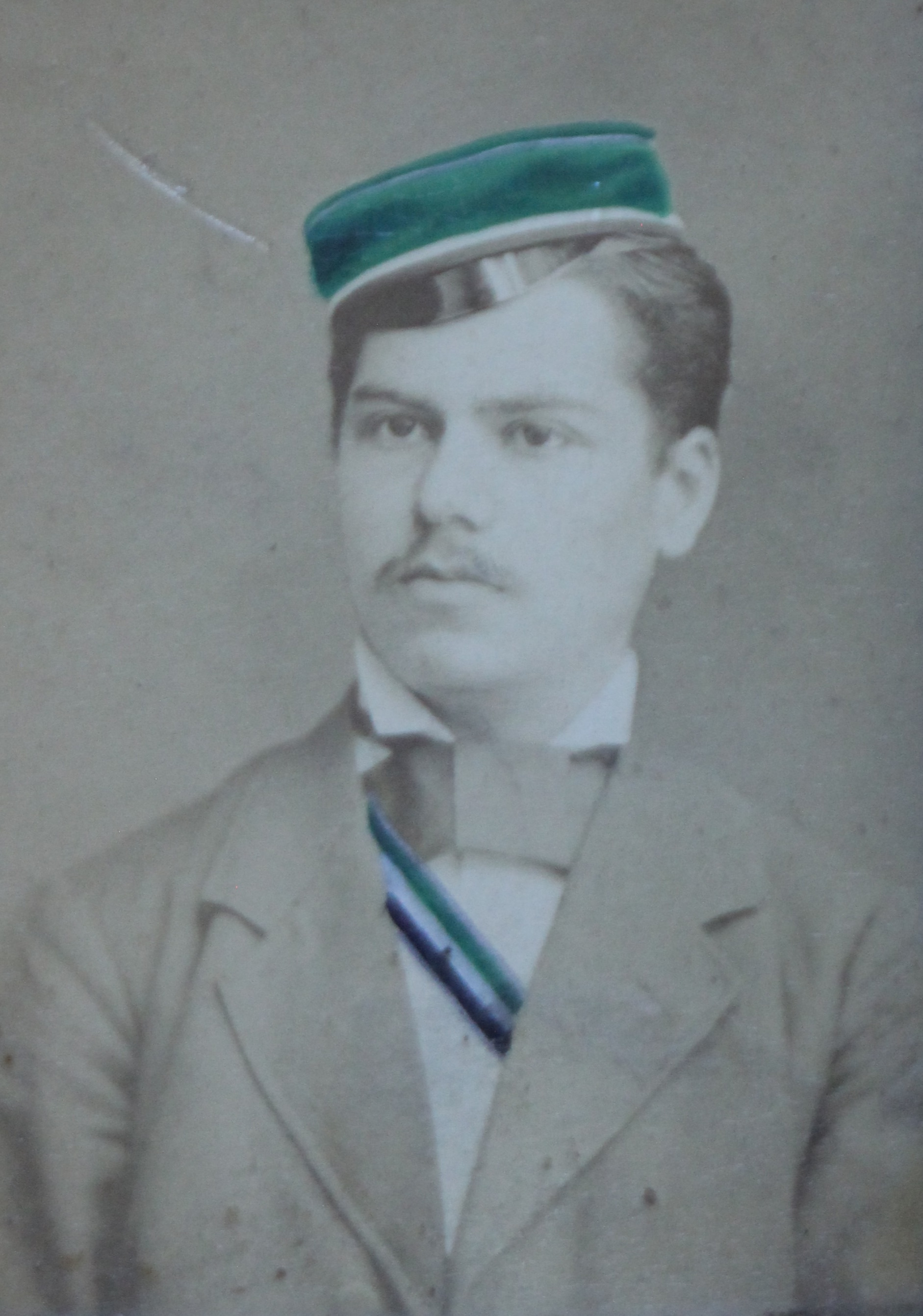
Max Jaffé

Max Jaffé (* 1859 in Posen; † 6. September 1909 ebenda) war ein deutscher Chirurg.

## Leben
Jaffés Eltern waren Bernhard Jaffé (1824–1885) und seine Frau Bertha geb. Pincus. Vater Bernhard war Präses der Handelskammer und Vorsitzender der Stadtverordnetenversammlung in Posen. Philipp Jaffé war ein Bruder seines Großvaters Salomon Jaffé (1801–1863). Max Jaffé studierte an der Georg-August-Universität Göttingen Medizin. Am 4. August 1877 wurde er im Corps Hildeso-Guestphalia aktiv. Er zeichnete sich als Subsenior und Senior aus. Als Inaktiver wechselte er an die  Friedrich-Wilhelms-Universität zu Berlin. Dort wurde er 1882 zum Dr. med.  promoviert. Bei Richard von Volkmann durchlief er die chirurgische Fachausbildung. Als Professor für Chirurgie und Orthopädie war er in Posen Leiter des Jüdischen Krankenhauses und Chefarzt der Chirurgischen Abteilung vom Städtischen Krankenhaus. Am 6. September 1906 erlitt er einen Unfall, an dessen Folgen er drei Jahre später mit 50 Jahren starb.
Seine Publikationen befassen sich mit der Tuberkulose des Peritoneums, mit Metastasen der Nieren und Tumoren des Rückenmarks, mit der Prostatavergrößerung und dem Kolorektalen Karzinom.

## Werke
- Prinzipien und Technik der heutigen Wundbehandlung. Naumann 1894. GoogleBooks
- Über den Werth der Laparotomie als Heilmittel gegen Bauchfelltuberkulose. Breitkopf & Härtel 1898. GoogleBooks
- Zur Therapie der habituellen Skoliose. Zentralblatt für Chirurgie. GoogleBooks